# Stenorumia kashmirica
Stenorumia kashmirica är en fjärilsart som beskrevs av W. Warren 1899. Stenorumia kashmirica ingår i släktet Stenorumia och familjen mätare. Inga underarter finns listade i Catalogue of Life.